# Schwarzenberg (Gemeinde Ybbsitz)
Schwarzenberg ist eine Ortschaft und eine Katastralgemeinde der Gemeinde Ybbsitz im Bezirk Amstetten in Niederösterreich. Die Ortschaft hat 257 Einwohner (Stand 1. Jänner 2024). Bis April 1939 war Schwarzenberg eine selbständige Gemeinde.

## Geschichte
Laut Adressbuch von Österreich waren im Jahr 1938 in der Ortsgemeinde Schwarzenberg ein Schneider, zwei Schuster, ein Wagner und mehrere Landwirte ansässig.
Am 1. April 1939 wurden die bis dahin selbständigen Ortsgemeinden Haselgraben, Maisberg, Prolling und Schwarzenberg nach Ybbsitz eingemeindet.

## Siedlungsentwicklung
Zum Jahreswechsel 1979/1980 befanden sich in der Katastralgemeinde Schwarzenberg insgesamt 281 Bauflächen mit 68.356 m² und 180 Gärten auf 906.508 m², 1989/1990 waren es 280 Bauflächen. 1999/2000 war die Zahl der Bauflächen auf 250 angewachsen und 2009/2010 waren es 211 Gebäude auf 367 Bauflächen.

## Landwirtschaft
Die Katastralgemeinde ist landwirtschaftlich geprägt. 866 Hektar wurden zum Jahreswechsel 1979/1980 landwirtschaftlich genutzt und 311 Hektar waren forstwirtschaftlich geführte Waldflächen. 1999/2000 wurde auf 873 Hektar Landwirtschaft betrieben und 373 Hektar waren als forstwirtschaftlich genutzte Flächen ausgewiesen. Ende 2018 waren 849 Hektar als landwirtschaftliche Flächen genutzt und Forstwirtschaft wurde auf 364 Hektar betrieben. Die durchschnittliche Bodenklimazahl von Schwarzenberg beträgt 22,9 (Stand 2010).